# Eli Ejtan
Eli Ejtan (hebrejsky עלי איתן‎‎; 1908 Mnichov – 18. listopadu 1993 Ramat Gan) byl izraelský lingvista, který se zabýval semitskými jazyky, a historik, profesor hebrejštiny na Telavivské univerzitě, člen Hebrejského jazykového výboru a Akademie hebrejského jazyka.

## Životopis
Narodil se v Mnichově jako Ernst Eisen Jacobovi a Sarah Eisenovým. Studoval na Lipské univerzitě, Mnichovské univerzitě a Vídeňské univerzitě. Na Lipské univerzitě získal doktorát.
V roce 1934 emigroval do Britského mandátu Palestina a působil jako učitel hebrejštiny a arabštiny na středních školách. Působil jako redaktor časopisu Lešonenu la'am.
V roce 1962 začal vyučovat na katedře hebrejštiny na Telavivské univerzitě a v roce 1971 byl jmenován profesorem.
Žil v Ramat Gan, kde v listopadu 1993 zemřel. Byl pohřben na hřbitově ha-Darom. Zůstala po něm dcera Edna Gita a tři vnoučata.